# 옥사나 슈베츠
옥사나 올렉산드리우나 슈베츠(우크라이나어: Оксана Олександрівна Швець, 1955년 2월 10일~2022년 3월 17일)는 우크라이나의 배우이다. 1996년 우크라이나 공훈예술인이 되었으며, 2022년 러시아의 우크라이나 침공 당시 폭격으로 인해 사망했다.